# Земляной, Вячеслав Петрович
Вячеслав Петрович Земляной (род. 25 апреля 1949 года, Одесса, Украинская ССР, СССР) — врач, хирург, учёный, доктор медицинских наук, профессор, декан хирургического факультета ФГБОУ ВО «Северо-Западный государственный медицинский университет им. И. И. Мечникова», заслуженный врач РФ, член ассоциаций гепатопанкреатобилиарных хирургов стран СНГ, общих хирургов РФ, хирургов Санкт-Петербурга, член хирургического общества Пирогова, Российского общества хирургов.

## Биография
Вячеслав Петрович Земляной родился 25 апреля 1949 года в Одессе (Украинская ССР, СССР) в семье военнослужащего. С 1966 по 1972 годы проходил обучение в Одесском государственном медицинском институте им. Н.И. Пирогова, закончив его с отличием. После окончания института с 1972 по 1973 годы Вячеслав Петрович становится врачом-интерном Одесской областной клинической больницы, с 1973 по 1976 годы - врачом- хирургом Кодымской центральной районной больницы в Одесской области, с 1976 по 1980 годы - ординатором отделения хирургии сосудов Одесской областной клинической больницы.
Будучи ординатором отделения хирургии, В.П. Земляной знакомится с профессором А.М. Грановым, который на тот момент возглавляет отдел рентгенохирургических методов исследования и лечения ЦНИРРИ МЗСССР. Вячеслав Петрович получает приглашение на работу в ЦНИРРИ МЗСССР и с 1980 по 1987 годы работает сначала в должности младшего, а затем старшего научного сотрудника отдела рентгенохирургических методов исследования и лечения. В стенах института Вячеслав Петрович вел активную научную работу и в 1984 г. успешно защитил кандидатскую диссертацию на тему «Лимфовенозный анастомоз в хирургии цирроза печени».
В 1987 году Вячеслав Петрович Земляной организовывает и возглавляет отделение для хирургических больных в клинической инфекционной больницей имени С. П. Боткина, большое внимание уделяя малоизвестным в то время особенностям хирургических осложнений инфекционных заболеваний, совершенствуя тактику оказания хирургической помощи пациентам с инфекционными заболеваниями.
С 1989 г. Вячеслав Петрович работает в Лен ГИДУВе на кафедре хирургии № 2 с курсом хирургической гепатологии, хирургической гастроэнтерологии и гепатологии, хирургии им. Н.Д. Монастырского, где был избран на должности ассистента, доцента. В 1998 г. защитил докторскую диссертацию на тему «Новые технологии в диагностике и лечении очаговых и диффузных заболеваний печени» и в этом же году был избран профессором кафедры хирургии им. Н.Д. Монастырского. В 2003 году В.П. Земляной возглавил кафедру хирургических болезней, которая была создана в структуре хирургического факультета. В 2011 году был сформирован Северо-Западный государственный медицинский университет им. И.И. Мечникова, который представлял собой объединение двух образовательных медицинских учреждений России – Санкт-Петербургской медицинской академии последипломного образования и Санкт-Петербургской государственной медицинской академии им. И.И. Мечникова. В.П. Земляной возглавил кафедру факультетской хирургии им. И.И. Грекова, назначен на должность декана хирургического факультета. Ведущими направлениями работы кафедры стали диагностика и лечение заболеваний гепатопанкреатодуоденальной зоны, хирургическое лечение эндокринной патологии, лечения хирургических заболеваний, протекающих на фоне инфекционных болезней, патогенетическое обоснование методов коррекции грыж брюшной стенки.

## Достижения
В.П. Земляной является автором более 600 научных работ, под его руководством происходит защита докторских и кандидатских диссертаций. Также Вячеслав Петрович является членом ассоциации гепатопанкреатобилиарных хирургов стран СНГ, ассоциации общих хирургов РФ, ассоциации хирургов Санкт-Петербурга, членом хирургического общества Пирогова, Российского общества хирургов, входит в состав редакционных советов четырех научных медицинских журналов РФ. С 2008 по 2018 годы профессор был председателем диссертационного совета по хирургии. В 2004 году был удостоен звания заслуженного врача РФ за внесенный неоценимый вклад в медицину. Благодаря В.П. Земляному в клиническую практику внедрены технологии хирургических вмешательств на печени и внепеченочных желчных протоках, поджелудочной железе, органах забрюшинного пространства и другие, входящие в список операций, выполняемых в рамках высокотехнологичной медицинской помощи.